# Геринги
Геринг — три русских дворянских рода.
Первый из них — древнесаксонский. Фридрих Геринг выехал при Елизавете Петровне в Россию.
Другие два рода Геринг позднейшего происхождения.

## Первый род Герингов
- Геринг, Фридрих/Фёдор Иванович — генерал-майор, выходец из Саксонии. Выехал при Елизавете Петровне в Россию, служил в артиллерии в чине майора (1757)[1][2].
  - Геринг, Христиан/Крестьян Фёдорович (1746—1821) — артиллерии генерал-майор 1809 г., участник русско-турецкой кампании 1787—1791 г.г., кавалер ордена Георгия 4 ст., в 1797 вышел в отставку, ораниенбаумский уездный предводитель дворянства в 1802—1805 г.г. Владел усадьбами Лопухинка и Верхние Рудицы в Ораниенбаумском уезде. Внесён в дворянскую родословную книгу указом от 17.04.1803 г. (в III часть). Жена — Анна-Мария Осиповна, урождённая Боттом (1762—1833)[3][4][5][2].
    - Геринг, Мария Христиановна (род. ок. 1785)[5].
    - Геринг, Анна Христиановна (род. ок. 1786)[5].
    - Геринг, Пётр Христианович (род. ок. 1787/1789 — 1819) — подпоручик 1-го артиллерийского полка, позже генерал-майор[5][4].
    - Геринг, Екатерина Христиановна (род. ок. 1792)[5].
    - Назимова (Геринг), Дарья Христиановна (род. ок. 1795) — дочь Христиана Фёдоровича. Владела усадьбой и частью имения Шильцево. Муж — Назимов Андрей Петрович. Сын — Назимов Андрей Андреевич[2][5].
    - Геринг, Павел-Иосиф Христианович (ок. 1795—1855) — полковник, позже генерал-майор. Владел усадьбой Лопухинка. Жена — Мария-Елизавета/Елизавета Дмитриевна, урождённая Смит[5][4].
      - Геринг, Елизавета Павловна[5].
      - Геринг, Наталия Павловна[5].
      - Геринг, Павел-Христиан/Павел Павлович (род. 1834) — артиллерии штабс-капитан. Владел усадьбой Лопухинка. Внесён в дворянскую родословную книгу указом от 27.10.1857 г. (в II часть по чину отца). Жена — Серафима Карловна, урождённая Мейснер (ум. 1909)[5][4].
        - Геринг, Серафима Павловна[5].
        - Геринг, Сергей Павлович (род. 1861/1866) — артиллерии штабс-капитан. Владел усадьбой Лопухинка[5][4].

      - Геринг, Пётр-Христиан Павлович (род. 1835) — артиллерии подпоручик. Внесён в дворянскую родословную книгу указом от 27.10.1857 г. (в II часть по чину отца).
      - Геринг, Эдуард Павлович[5].

    - Геринг, Николай Христианович (род. ок. 1801)[5].
    - Геринг, Александр Христианович (род. ок. 1802)[5].

  - Геринг, Иван Фёдорович (ум. до 1834) — саксонского шляхетства штаб-офицерский сын. Генерал-майор, кавалер ордена Георгия 4 ст[5].
    - Геринг, Пётр Иванович (ок.1796 — 1848) — капитан 1-го ранга. Жена — Надежда Егоровна, урождённая Барымова (ум. до 1848 г.) Внесён в дворянскую родословную книгу указом от 1834 г. (в III часть по заслугам отца)[5].
      - Геринг, Павел Петрович (род. 1823)[5].
      - Геринг, Александра Петровна (род. 1825)[5].
      - Геринг, Михаил Петрович (род. 1828)[5].
      - Геринг, Алексей Петрович (род. 1832)[5].
      - Геринг, Екатерина Петровна (род. ок.1841)[5].

    - Геринг, Екатерина Ивановна[5].
    - Геринг, Александр Иванович[5].
    - Горданова (Геринг), Мария Ивановна. Муж — Алексей Алексеевич Горданов[5].

  - Геринг, Пётр Фёдорович (1749—1826) — генерал-лейтенант, генерал-цейхмейстер флота, управляющий артиллерийской экспедицией и член Адмиралтейств-коллегии (1802—1810)[1][3]. В 1810 вышел в отставку. Депутат дворянского собрания Лужского уезда 1814—1815 г.г. Павел I пожаловал братьям Христиану и Петру Фёдоровичам деревню Шильцево и пустошь Вашкову в Лужском уезде[2].
    - Геринг, Апполинария Петровна — дочь Петра Фёдоровича. Владела частью имения Шильцево[2].

.

## Второй род Герингов
Определением Правительствующего Сената от 7 июня 1876 года, подполковник Куно-Фридрих Геринг, по Всемилостивейше пожалованному ему 22 сентября 1873 года ордену св. Владимира 4 степени, утверждён в потомственном дворянском достоинстве, вместе с сыновьями: Карлом, Вильгельмом, Иоганном и Куно-Лео, и дочерьми: Терезой, Марией-Генриеттой, Эммой-Генриеттой-Вильгельминой и Генриеттой-Августой, которым и выданы свидетельства о дворянстве, с правом на внесение в третью часть дворянской родословной книги.

### Описание герба второго рода Герингов
Герб подполковника Куно-Фридриха Геринга внесён в Часть 13 Общего гербовника дворянских родов Всероссийской империи, стр. 159.
В золотом щите лазуревые латы повёрнуты несколько вправо. Они покрыты лазоревым шлемом. Над щитом дворянский шлем с короной. Нашлемник: рука поднятая вверх в лазоревых латах, держит золотой меч. Намёт: лазуревый с золотом.

## Третий род Герингов
Готфрид-Карл-Николай Готфридович Геринг (Богомир Богомирович Корсов) (1843/1845 — 1920) — признан в потомственном дворянстве по его заслугам определением Правительствующего Сената от 19 марта 1890 года, внесён в дворянскую родословную книгу указом от 8 мая 1892 г. (в III часть). Классный художник, архитектор. Сын врача Санкт-Петербургской столичной полиции, действительного статского советника Готфрида-Александра Готфридовича Геринга (из мещан, 1814—1888). Мать — Эмилия Васильевна Геринг (1829—1914).